# Eccesso di rischio
L'eccesso di rischio,in statistica, è una misura della relazione tra un fattore di rischio specifico e un risultato atteso (ad esempio il diffondersi di una epidemia). È la differenza tra due frazioni della stessa popolazione. In epidemiologia è tipicamente definito come la differenza tra la percentuale dei soggetti con una particolare malattia che sono stati esposti a un fattore di rischio specifico, che può aver causato la malattia, e la frazione di soggetti con quella stessa malattia che non sono vi stati esposti. In formula:
{\displaystyle ER=P(D\mid E)-P(D\mid {\bar {E}})}
dove {\displaystyle {\bar {E}}} indica "l'evento contrario a {\displaystyle E}"
Si noti che questa definizione comporta che {\displaystyle -1\leq ER\leq 1}.